# Aleksej Žukanenko
Aleksej Jur'evič Žukanenko (in russo Алексей Юрьевич Жуканенко?; Alma-Ata, 18 maggio 1986) è un ex cestista russo.

## Carriera
Con la Russia ha disputato i Campionati mondiali del 2010.

## Palmarès
- Coppa di Russia: 1

UNICS Kazan': 2008-09
- Eurocup: 1

Chimki: 2011-12